# نيرفا
نيرفا (باللاتينية: Nerva) (8 نوفمبر – 30 – 27 يناير 98)، كان إمبراطورًا رومانيًا من عام 96 حتى عام 98. صار نيرفا قيصراً عندما بلغ ال66 عامًا، وذلك بعد فترة من خدمتة لنيرون وقياصرة السلالة الفلافيّة. وكان من حاشية نيرون، وكان له يدٌ بفضح المؤامرة البيزونية عام 65. لاحقًا، بصفته مواليًا للسلالة الفلافية، حصل على منصب قنصل في عام 71 وعام 90 في قيصرية فسبازيان ودوميتيان.
في 18 سبتمبر سنة 96، قُتِل دوميتيان بمؤامرة أشتبه فيها جند الحرس البريتوري وعدد من رجاله المعتوقين. في اليوم نفسه، أُعلن نيرفا إمبراطورًا من قبل مجلس الشيوخ الروماني، على الرغم من احتمالية أنهم كانوا يوافقون على قرار اتخذه الحرس البريتوري، كما تظهر القطع النقدية النادرة تحدثه مع هذه المجموعة. وكحاكم جديد للإمبراطورية الرومانية، تعهد باستعادة الحريات التي قُيدت خلال حكومة دوميتيان الاستبدادية.
شهد عهد القيصر نيرفا صعوبات مالية وعدم قدرته على فرض سلطته على الجيش الروماني. أجبره تمرد من قبل الحرس البريتوري في أكتوبر 97 بشكل أساسي على تبني وريثًا. بعد بعض المشاورات، تبنى نيرفا تراجان، وهو جنرال شاب ذو شعبية، خلفًا له. بعد بقاءه خمسة عشر شهرًا في منصبه، توفي نيرفا لأسباب طبيعية في 27 يناير 98. عند وفاته، خلفه تراجان.
على الرغم من أن معظم حياته لا تزال غامضة، إلا أن المؤرخين القدماء اعتبروا نيرفا إمبراطورًا حكيمًا ومعتدلًا. كان نجاح نيرفا الأكبر هو قدرته على ضمان الانتقال السلمي للسلطة بعد وفاته من خلال اختيار تراجان وريثًا له، وبالتالي تأسيس السلالة النيرفية الأنطونية.

## مسيرته المهنية المبكرة

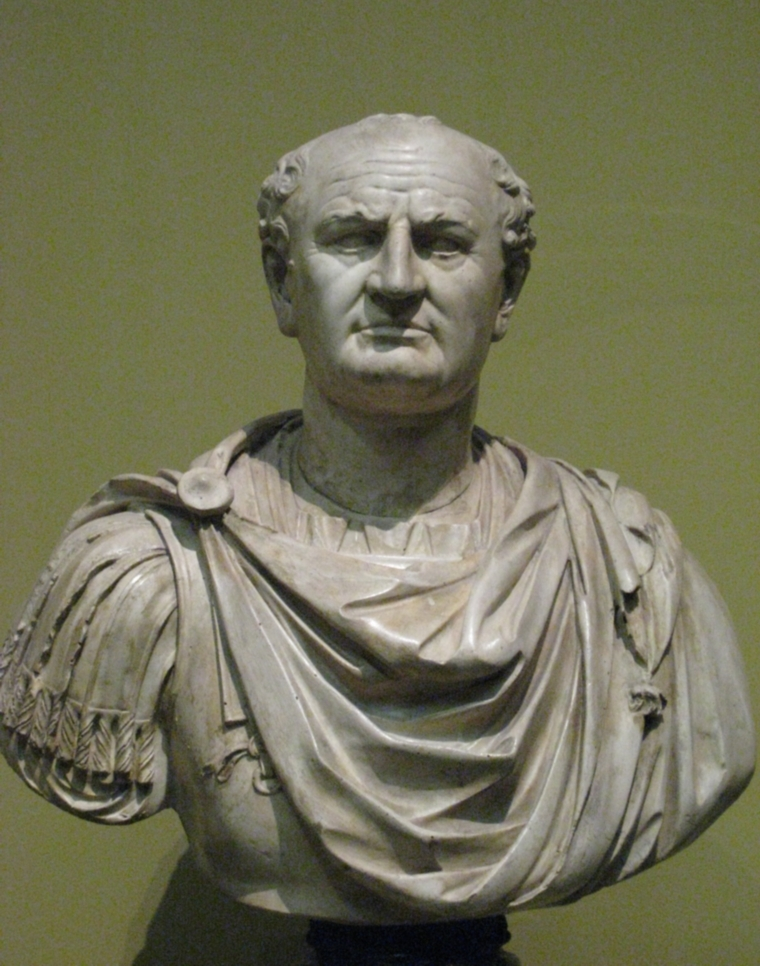
فيسباسيان

### عائلته
ولد ماركوس كوكسيوس نيرفا في قرية نارني، على بعد 50 كيلومترًا شمال روما، هو ابن ماركوس كوكسيوس نيرفا، الذي أُعلن قنصلًا خلال عهد كاليغولا(37-41)، وسيرجيا بلاتوليا. تشير المصادر القديمة إلى تاريخ 30 أو 35. وُثق أن كان لديه على الأقل شقيقة واحدة، اسمها كوكسيا، التي تزوجت لوسيوس سالفيوس تيتيانوس أوثو، شقيق الإمبراطور السابق أوثو.
مثل فسبازيان، مؤسس السلالة الفلافية، كان نيرفا عضوًا في طبقة النبلاء الإيطاليين، وليس أحد نخبة روما. ومع ذلك، كانت عائلة كوكسيس من بين أكثر العائلات السياسية احترامًا وبروزًا في أواخر الجمهورية والإمبراطورية المبكرة. كان الأسلاف المباشرون لنيرفا من جانب والده، يُدعون جميعهم ماركوس كوكسيوس نيرفا، وارتبطوا بدوائر إمبراطورية من زمن الإمبراطور أغسطس (27 ق.م – 14م).
كان جده الأكبر قنصلًا في عام 36 قبل الميلاد، وحاكمًا لمقاطعة آسيا في نفس العام. أصبح جده قنصلًا منتخبًا في يوليو 21 أو 22، وكان معروفًا كصديق شخصي للإمبراطور تيبيريوس (14-37 ميلادي)، رافق الإمبراطور أثناء العزلة الطوعية في كابري من 23 وما بعدها، وتوفي في عام 33. نال والد نيرفا أخيرًا منصب القنصل في عهد الإمبراطور كاليجولا. ارتبطت عائلة كوكسيس بالسلالة اليوليوكلاودية من خلال زواج شقيق سيرجيا بلوتيلا الذي يُدعى جايوس أوكتافيوس من يناس حفيدة تيبيريوس.